# 新潟ジャンプステークス
新潟ジャンプステークス（にいがたジャンプステークス）は、日本中央競馬会（JRA）が新潟競馬場で施行する中央競馬の重賞競走（J・GIII）である。

## 概要
1999年に創設された、障害の重賞競走。創設時の負担重量はハンデキャップだったが、2009年より別定に変更された。
ホームストレッチでは1周目に3回、2周目に1回の障害飛越があり、競走馬の障害飛越を間近で見ることができる。

### 競走条件
以下の内容は、2023年現在のもの。
- 出走資格：サラブレッド系障害3歳以上
  - JRA所属馬（外国産馬を含む）
- 負担重量：別定
  - 3歳58kg、4歳以上60kg（牝馬2kg減）を基本に、J・GI競走1着馬は2kg、J・GII競走1着馬は1kgの負担増となる。

### 賞金
2023年の1着賞金は2900万円で、以下2着1200万円、3着730万円、4着440万円、5着290万円。

## 歴史
- 1999年 - 4歳以上の馬による重賞競走（J・GIII）として創設、新潟競馬場の障害芝3200mで施行[3]。
- 2001年 - 馬齢表示の国際基準への変更に伴い、出走資格を「3歳以上」に変更。
- 2020年 - 新型コロナウイルスの流行により「無観客競馬」として開催。
- 2023年 - この年のみ暑熱対策に伴い、午前中に施行される重賞競走となる（小倉サマージャンプも同様）[1]。
- 2024年 - 暑熱対策による薄暮開催の実施に伴い、発走時刻を16時50分に設定。
- 2025年 - 施行時期を8月中旬に再変更かつ発走時刻を16時55分に設定。

### 歴代優勝馬
距離のコース種別は、最後の直線コースを走行する際の馬場で記述する。
優勝馬の馬齢は、2000年以前も現行表記に揃えている。
| 回数   | 施行日        | 競馬場 | 距離    | 優勝馬             | 性齢 | タイム | 優勝騎手   | 管理調教師 | 馬主                     |
| ------ | ------------- | ------ | ------- | ------------------ | ---- | ------ | ---------- | ---------- | ------------------------ |
| 第1回  | 1999年8月28日 | 新潟   | 芝3200m | エイシンワンサイド | 牡4  | 3:30.0 | 熊沢重文   | 湯浅三郎   | 平井豊光                 |
| 第2回  | 2000年8月20日 | 中山   | 芝3350m | チアズニューパワー | 牡5  | 3:46.4 | 三浦堅治   | 増沢末夫   | 北村キヨ子               |
| 第3回  | 2001年8月18日 | 新潟   | 芝3250m | ヒカルボシ         | 騸5  | 3:28.7 | 田中剛     | 森安弘昭   | 高橋光                   |
| 第4回  | 2002年8月17日 | 新潟   | 芝3250m | オンワードメテオ   | 牡5  | 3:29.3 | 横山義行   | 加賀武見   | （株）オンワード牧場     |
| 第5回  | 2003年8月23日 | 新潟   | 芝3250m | マルゴウィッシュ   | 牡7  | 3:32.8 | 浜野谷憲尚 | 加藤修甫   | 鹿倉勝爾                 |
| 第6回  | 2004年8月21日 | 新潟   | 芝3250m | デモリションマン   | 騸6  | 3:32.3 | 宗像徹     | 古賀史生   | 吉田勝己                 |
| 第7回  | 2005年8月20日 | 新潟   | 芝3250m | メジロベイシンガー | 牝4  | 3:32.0 | 山本康志   | 大久保洋吉 | （有）メジロ牧場         |
| 第8回  | 2006年8月19日 | 新潟   | 芝3250m | ストームセイコー   | 牡5  | 3:31.3 | 穂苅寿彦   | 増沢末夫   | 竹國弘                   |
| 第9回  | 2007年9月1日  | 新潟   | 芝3250m | ミヤビペルセウス   | 牡7  | 3:32.4 | 穂苅寿彦   | 戸田博文   | 村上義勝                 |
| 第10回 | 2008年8月23日 | 新潟   | 芝3250m | ユウタービスケット | 牡4  | 3:34.0 | 蓑島靖典   | 南田美知雄 | 上山利広                 |
| 第11回 | 2009年8月22日 | 新潟   | 芝3250m | エリモマキシム     | 騸10 | 3:31.6 | 五十嵐雄祐 | 坂口正則   | 山本菊一                 |
| 第12回 | 2010年8月21日 | 新潟   | 芝3250m | コウエイトライ     | 牝9  | 3:32.0 | 高田潤     | 山内研二   | 伊東政清                 |
| 第13回 | 2011年8月20日 | 新潟   | 芝3250m | クリーバレン       | 牡5  | 3:30.7 | 山本康志   | 手塚貴久   | 吉田勝己                 |
| 第14回 | 2012年8月18日 | 新潟   | 芝3250m | シゲルジュウヤク   | 牡4  | 3:29.1 | 中村将之   | 西橋豊治   | 森中蕃                   |
| 第15回 | 2013年8月17日 | 新潟   | 芝3250m | アサティスボーイ   | 牡9  | 3:31.3 | 石神深一   | 古賀慎明   | 廣松金次                 |
| 第16回 | 2014年8月30日 | 新潟   | 芝3250m | エーシンホワイティ | 牡7  | 3:32.2 | 北沢伸也   | 松元茂樹   | （株）栄進堂             |
| 第17回 | 2015年8月29日 | 新潟   | 芝3250m | ティリアンパープル | 牝5  | 3:29.7 | 金子光希   | 金成貴史   | 飯田正剛                 |
| 第18回 | 2016年8月27日 | 新潟   | 芝3250m | タイセイドリーム   | 牡6  | 3:29.9 | 植野貴也   | 矢作芳人   | 田中成奉                 |
| 第19回 | 2017年8月26日 | 新潟   | 芝3250m | グッドスカイ       | 牝4  | 3:31.0 | 森一馬     | 松元茂樹   | 杉立恭平                 |
| 第20回 | 2018年8月25日 | 新潟   | 芝3250m | タイセイドリーム   | 牡8  | 3:31.4 | 平沢健治   | 矢作芳人   | 田中成奉                 |
| 第21回 | 2019年8月24日 | 新潟   | 芝3250m | マイブルーヘブン   | 牡5  | 3:32.2 | 平沢健治   | 高橋義忠   | 三田昌宏                 |
| 第22回 | 2020年8月1日  | 新潟   | 芝3250m | フォイヤーヴェルク | 牡7  | 3:30.7 | 森一馬     | 池江泰寿   | （有）サンデーレーシング |
| 第23回 | 2021年7月31日 | 新潟   | 芝3250m | トゥルボー         | 牡5  | 3:29.0 | 石神深一   | 小笠倫弘   | （株）ノースヒルズ       |
| 第24回 | 2022年7月30日 | 新潟   | 芝3250m | ホッコーメヴィウス | 騸6  | 3:28.4 | 黒岩悠     | 清水久詞   | 北幸商事（株）           |
| 第25回 | 2023年7月29日 | 新潟   | 芝3250m | サクセッション     | 騸6  | 3:28.3 | 蓑島靖典   | 国枝栄     | （有）キャロットファーム |
| 第26回 | 2024年7月27日 | 新潟   | 芝3250m | ホッコーメヴィウス | 騸8  | 3:32.3 | 小牧加矢太 | 清水久詞   | 北幸商事（株）           |
| 第27回 | 2025年8月16日 | 新潟   | 芝3250m | インプレス         | 牡6  | 3:30.5 | 小牧加矢太 | 佐々木晶三 | 前田幸治                 |

#### 各回競走結果の出典
- JRA年度別全成績
  - （2023年）“第2回 新潟競馬 第3日” (PDF).   日本中央競馬会. p. 4. 2023年9月11日閲覧。（索引番号：22028）
  - （2022年）“第2回 新潟競馬 第1日” (PDF).   日本中央競馬会. p. 4. 2023年9月11日閲覧。（索引番号：21008）
  - （2021年）“第3回 新潟競馬 第3日” (PDF).   日本中央競馬会. p. 4. 2022年7月28日閲覧。（索引番号：21032）
  - （2020年）“第2回 新潟競馬 第3日” (PDF).   日本中央競馬会. p. 4. 2022年7月28日閲覧。（索引番号：20032）
  - （2019年）“第2回 新潟競馬 第9日” (PDF).   日本中央競馬会. p. 4. 2019年8月25日閲覧。（索引番号：21104）
  - （2018年）“第2回 新潟競馬 第9日” (PDF).   日本中央競馬会. p. 4. 2018年8月26日閲覧。（索引番号：21104）
  - （2017年）“第2回 新潟競馬 第9日” (PDF).   日本中央競馬会. p. 4. 2017年8月27日閲覧。（索引番号：21104）
  - （2016年）“第2回 新潟競馬 第9日” (PDF).   日本中央競馬会. p. 4. 2016年11月26日閲覧。（索引番号：21104）
  - （2015年）“第2回 新潟競馬 第9日” (PDF).   日本中央競馬会. p. 4. 2016年11月26日閲覧。（索引番号：21104）
  - （2014年）“第2回 新潟競馬 第9日” (PDF).   日本中央競馬会. p. 4. 2016年11月26日閲覧。（索引番号：22104）
  - （2013年）“第2回 新潟競馬 第7日” (PDF).   日本中央競馬会. p. 4. 2016年11月26日閲覧。（索引番号：21080）
  - （2012年）“第3回 新潟競馬 第3日” (PDF).   日本中央競馬会. p. 4. 2016年11月26日閲覧。（索引番号：23032）
- netkeiba.comより（最終閲覧日：2015年8月31日）
  - 1999年、2000年、2001年、2002年、2003年、2004年、2005年、2006年、2007年、2008年、2009年、2010年、2011年、2012年、2013年、2014年、2015年、2016年
- JBISサーチ
  - 2002年、2005年、2014年